# Nagroda Bursztynowego Motyla im. Arkadego Fiedlera

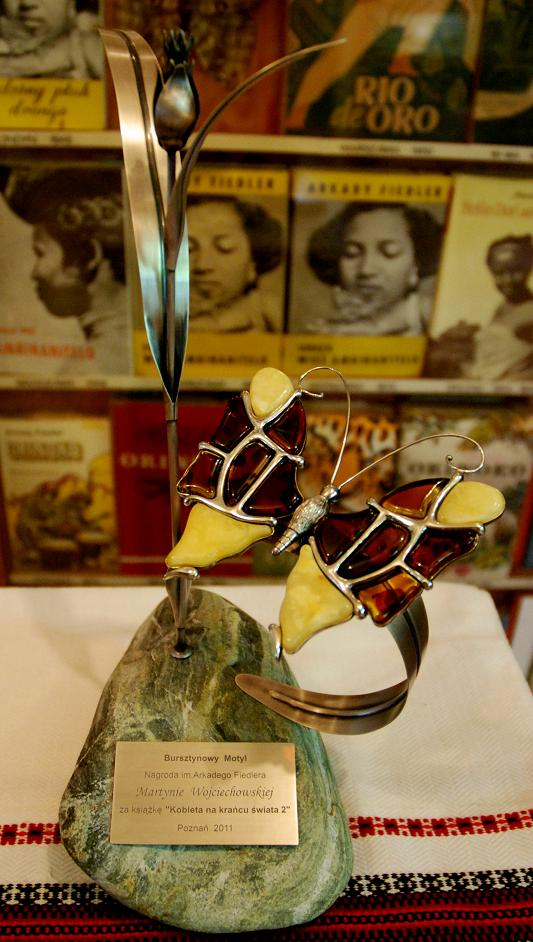
Bursztynowy Motyl jest wręczany w Muzeum Arkadego Fiedlera

Nagroda Bursztynowego Motyla im. Arkadego Fiedlera – przyznawana od 1996 roku nagroda dla uczczenia pisarza i obieżyświata Arkadego Fiedlera (1894–1985). Honoruje się nią corocznie polskiego autora najlepszej książki o tematyce podróżniczej i krajoznawczej.
Pomysł organizacji konkursu i ustanowienia nagrody powstał w Bibliotece Raczyńskich w 1994 roku podczas obchodów setnych urodzin podróżnika. Inicjatorem był Janusz Dembski. Wśród członków jury jest syn pisarza, Marek Fiedler.
Wręczenie nagrody następuje w Muzeum-Pracowni Literackiej Arkadego Fiedlera w Puszczykowie. Fundatorami nagród są Urząd Marszałkowski Województwa Wielkopolskiego i Miasto Puszczykowo.

## Laureaci nagrody
- Stanisław Szwarc-Bronikowski (1996) za Poszukiwanie zagubionych światów
- Jerzy Kukuczka (1996 – pośmiertnie)
- Waldemar Borek i Krzysztof Czader (1997) za Madagaskar
- Jacek Pałkiewicz (1998) za Terra incognita. Wyprawa do źródeł Amazonki i Po bezdrożach świata
- Marek Kamiński (1999) za Moje bieguny: dziennik z wypraw 1990–1998
- Marcin Kydryński (2000) za Pod słońce
- Ryszard Kapuściński (2001) za Z Afryki
- Beata Pawlikowska (2002) za Blondynka w dżungli
- Wojciech Jagielski (2003) za Modlitwa o deszcz
- Wojciech Cejrowski (2004) za Gringo wśród dzikich plemion
- Olgierd Budrewicz (2005) za Druga strona Księżyca
- Elżbieta Dzikowska (2006) za Groch i kapusta, czyli podróżuj po Polsce!
- Andrzej Stasiuk (2007) za Fado
- Bogusław Michalec (2008) za Polska ginąca
- Kinga Choszcz (2009 – pośmiertnie) za Moja Afryka
- Jacek Hugo-Bader (2010) za Biała gorączka
- Martyna Wojciechowska (2011) za Kobieta na krańcu świata 2
- Paulina Wilk (2012) za Lalki w ogniu. Opowieści z Indii
- Michał Kruszona (2013) za Czarnomorze. Wzdłuż wybrzeża, w poprzek gór
- Bartek Sabela (2014) za Może (morze) wróci
- Piotr Strzeżysz (2015) za Powidoki
- Tadeusz Biedzki (2016) za W piekle eboli
- Kinga Lityńska (2017) za Chiny nie do wiary[3]
- Natasza Goerke (2018) za Tam[4]
- Małgorzata Rejmer (2019) za Błoto słodsze niż miód. Głosy komunistycznej Albanii[5]
- Dionisios Sturis (2021) za Zachód słońca na Santorini. Ciemniejsza strona Grecji[6]
- Roman Warszewski (2023) za Pierwsza wojna polsko-indiańska. (Ameryka Łacińska w pół drogi)[7]